# Rattenvanger (hond)

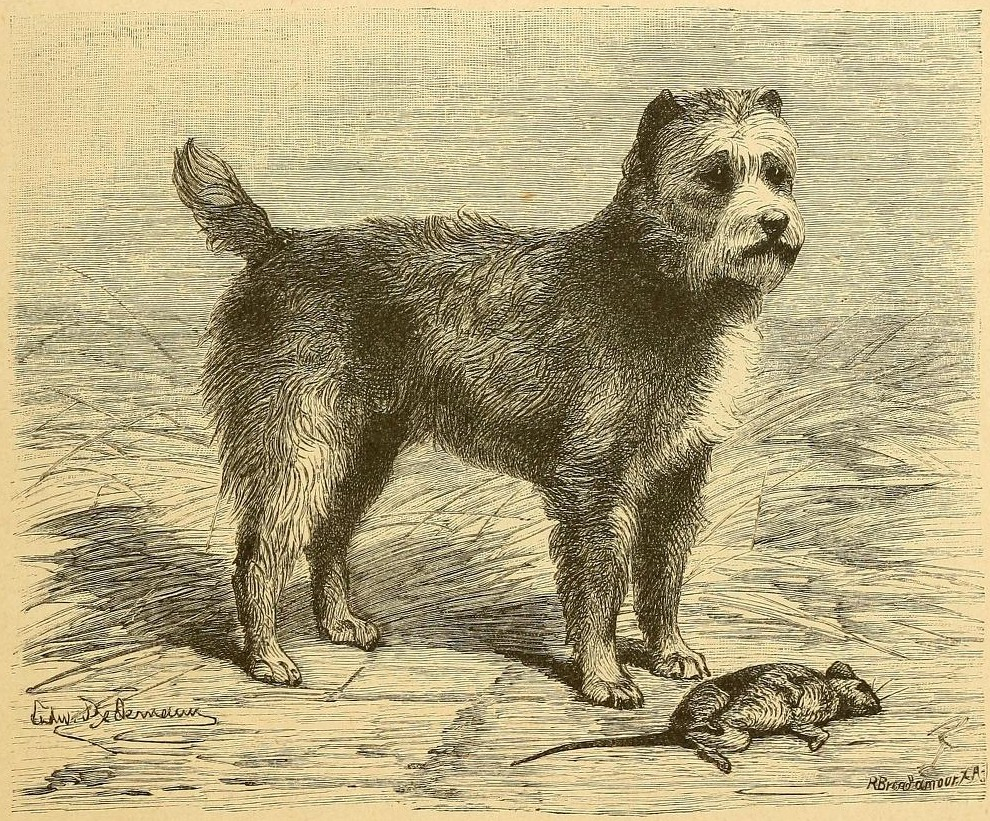

Een rattenvanger is een hond, die werd of wordt gebruikt om ratten (zwarte rat en bruine rat) te vangen. Voorbeelden zijn de Coton de Tuléar, de Praagse rattenvanger en de Hollandse smoushond. Ook terriërs, eigenlijk een jachthond, zijn veel als rattenvangers ingezet. 